# Abel Ehrlich
Abel Ehrlich (* 3. September 1915 in Cranz, Deutsches Reich; † 30. Oktober 2003 in Tel Aviv) war ein israelischer Komponist.

## Leben
Ehrlich, aufgewachsen in einer deutschen jüdischen Familie, floh nach dem Abitur in Königsberg 1934 nach Jugoslawien. Er studierte an der Musikakademie Zagreb Komposition und Violine bei Vaclav Huml. 1938 emigrierte er über Albanien in das damalige Palästina, ab 1939 studierte er am Konservatorium Jerusalem bei Emil Hauser, Tzvi Rothenberg und Solomon Rosowski. Er selbst unterrichtete danach an verschiedenen Musikakademien in Jerusalem und Tel Aviv, darunter auch von 1953 bis 1967 an der Kibbuzim-Hochschule in Oranim. 1972 wurde er Professor an der damaligen Rubin-Akademie in Tel Aviv, wo er bis 1991 auch an der Bar-Ilan-Universität lehrte.
Er komponierte 3450 Werke, darunter Opern, Oratorien sowie Chor- und Solovokalmusik, Orchesterwerke, Ballette, Schauspiel-, Kammermusik und Elektroakustische Musik. Berühmt wurde seine Komposition Bashrav für Solovioline aus dem Jahr 1953. Ab 1959 nahm er mehrfach an den Darmstädter Ferienkursen bei Karlheinz Stockhausen und Henri Pousseur teil, wo er die serielle Musik kennen lernte. In Israel betrieb er weitere Studien zur Elektronischen Musik bei Josef Tal. Die Bandbreite seiner musikalischen Sprache reichte von tonaler Musik über Neoklassizismus bis hin zu seriellen- und atonalen Einflüssen.
Er wurde achtmal mit dem ACUM-Preis des israelischen Ministerpräsidenten für Komponisten und 1997 mit dem Israel-Preis für Musik ausgezeichnet.

## Werke
- Bashrav für Solovioline, 1953
- The Split Personality of Music Master Botten, Kurzoper, UA 1959 in Jerusalem
- ARPMUSIK (Hans Arp) für Bariton, 12 Spieler und Pantomimen, 1971
- Five Poems by Immanuele Romano, Kurzoper, UA 1971 in Jerusalem
- Dead Souls, Kurzoper nach Nikolai Gogol, UA 1978 in Tel Aviv
- The Jubilee, komische Kammeroper nach Anton Tschechow, 1995
- Über die Schrift Hesekiel für Sopran, Oboe, Fagott und Violine
- Seid nicht wie eure Väter, Chor
- König Salomo über den Wein für Alt, Flöte und Klavier
- Spannung und Flaschenpost, Streichquartett (komponiert für das Iturriaga Quartett)
- Portrait of Vincent van Gogh at the Age of 27 für Solovioline und Streichquartett (Kolja Lessing und dem Iturriaga Quartett gewidmet)